# Irmãos Catita
Irmãos Catita é uma banda portuguesa criada em Lisboa em 1991, sendo um dos projectos do cantor, guitarrista e compositor Manuel João Vieira, artista multifacetado (músico, pintor e actor), mais conhecido como cantor da banda Ena Pá 2000. Inicialmente a banda Irmãos Catita surge como um projecto alternativo aos Ena Pá 2000, procurando diversificar o repertório e actuar em espaços mais pequenos, lógica que preside também à criação de Corações de Atum e outros projectos paralelos.
Durante a década de 90 tocaram regularmente no café do Teatro Cinearte, da companhia A Barraca, em Lisboa e por vezes no Ritz Club, também em Lisboa.

## Formação
A banda é formada por:
- Manuel João Vieira (voz principal, guitarra e bandolim)
- Francisco Ferro (voz e percussões)
- Gimba (voz e baixo eléctrico)
- João Leitão (guitarra)
- Luís Desirat (bateria) ( Em substituição deste, Beto Garcia e Luís San Payo )

Desde 1994 têm colaborado com o guitarrista Filipe Mendes ("Phil Mendrix").

## Discografia
- Very Sentimental (CD El Tatu 1996)
- Mundo Catita (CD Norte-Sul 2001)
- Portugal dos Pequenitos (CD Full Of Stars 2015)

## Série TV
Um Mundo Catita é uma mini-série televisiva em seis episódios que conta uma pseudo-biografia cómica de Manuel João Vieira com a sua banda. Estreada no Cinema São Jorge em Lisboa, foi depois transmitida pela RTP2 (2008) e editada em DVD (2009).